# Bonifatiuskirche Holzhausen (Homberg)

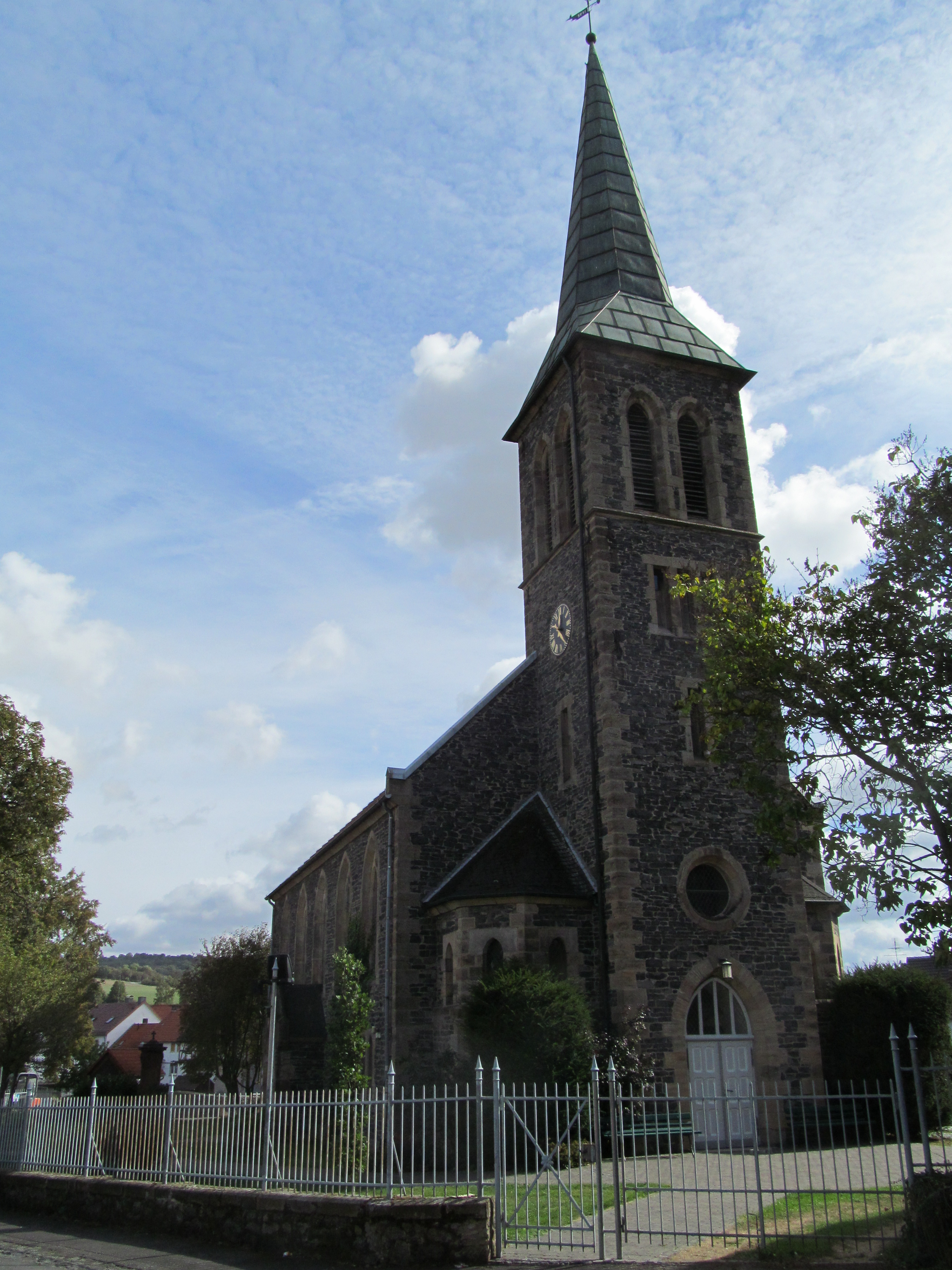
Bonifatiuskirche Holzhausen in Homberg

Die evangelische Bonifatiuskirche ist ein denkmalgeschütztes Kirchengebäude im Ortsteil Holzhausen der Gemeinde Homberg im Schwalm-Eder-Kreis in Hessen. Die Kirchengemeinde Holzhausen an der Efze gehört zum Kirchenkreis Schwalm-Eder im Sprengel Marburg der Evangelischen Kirche von Kurhessen-Waldeck. 2025 wurde sie als Radwegekirche ausgewiesen.

## Beschreibung
Die neugotische Saalkirche aus Basaltsteinen mit Ecksteinen aus Sandstein wurde 1890–92 erbaut, nachdem die alte Kirche abgebrochen worden war, weil sie für die steigende Bevölkerungszahl zu klein und baufällig war. An den Kirchturm im Westen schließt sich nach Osten ein Langhaus mit fünf Jochen und einem eingezogenen rechteckigen Chor an. 
Der mit einem achtseitigen spitzen Helm bedeckte Kirchturm hat in seinem obersten Geschoss Biforien als Klangarkaden. Im Glockenstuhl hingen drei Kirchenglocken aus Bronze, die aus der alten Kirche stammten. Zwei davon wurden im Ersten Weltkrieg für Kriegszwecke eingeschmolzen. 1923 wurden drei Gussstahlglocken aufgehängt, nachdem die verbliebene Bronzeglocke verkauft worden war. 
Der Innenraum hat einen offenen Dachstuhl. Die Kirchenausstattung stammt aus der Bauzeit. Im Chor steht ein Sakramentshaus aus dem Anfang des 16. Jahrhunderts. Die Glasmalerei der Fenster im Chor schuf 1990 Erhardt Jakobus Klonk. Die Orgel in der alten Kirche wurde 1725 von Georg Wilhelm gebaut und in die neue Kirche übernommen. 1980 wurde sie durch eine Orgel von Dieter Noeske mit 15 Registern, zwei Manualen und einem Pedal ersetzt.